# أديب الجرف
أديب عجيب الجرف (1946 - 26 أكتوبر 2021) طيار حربي سوري، لُقب ببطل الجمهورية لإسقاطه 7 طائرات إسرائيلية في حرب أكتوبر.

## نُبذة
ولد أديب الجرف في السلمية عام 1946، التحق بالكلية الجوية السورية، وعمل في القوى الجوية طيار قتال بفرع الطيران القتالي على المقاتلة الروسية ميغ-21. بدأ خدمته برتبة طالب ضابط طيار عام 1964، وتقاعد برتبة عميد. أسقط في حرب أكتوبر 7 طائرات إسرائيلية اثنتين من نوع «ميراج» فرنسية الصنع، وخمس طائرات «فانتوم F4»، أسقطت إحدى الطائرات فوق «الرملة البيضا» في العاصمة اللبنانية بيروت وأُخرى على طريق «بيروت-بكفيا»
نال خلال خدمته عدة أوسمة، منها: وسام الذكرى الـ 25 لتأسيس الجيش العربي السوري 1971 ووسام التدريب من الدرجة الثانية عام 1972 وبطل الجمهورية عام 1973 ووسام الشجاعة رقم 1 عام 1974 ووسام الإخلاص من الدرجة الثانية عام 1976 ومن الدرجة الأولى عام 1980 ووسام الاستحقاق من الدرجة الثانية عام 1980.